# 渚香織
渚 香織（なぎさ かおり、1995年12月30日 - ）は日本のアイドル。福岡県福岡市出身。
かつての所属事務所はマザーランド。

## 人物
- 私立第一経済大学付属高等学校入学後、アイドルユニット「NOOTY」を結成。
- 2005年、livedoorアイドルコンテストグランプリ獲得。後にクラーク記念国際高等学校に編入。
- マザーランド退社後は、『パチンコ必勝ガイド』（ガイドワークス）所属のライターとして活動中。
- NOOTYで一緒だった重盛さと美[1]と元SKE48メンバーの松下唯[2]、女優の西田奈津美[1]は高校時代の同級生に当たる。
- 弟が2人いる[3]。

## 主な活動
- バクタレ!（2005年7月 - 、福岡放送）
- listening to cocoangel（2005年7月 - 、FM福岡）
- 月刊Audition（2005年7月 - 連載、白夜書房）
- cawaii!（2005年7月 - 、主婦の友社）
- GOING UNDER GROUND「LISTEN TO THE STEREO!!」（2010年5月19日発売）PV出演
- ヤングアニマル（2010年8月、白泉社）
- 行列のできる法律相談所再現ドラマ（2010年8月放送、日本テレビ）
- BLACK BOX（2010年10月、三英出版）
- 東京サミット2010〜グラビアアイドル VS お笑い芸人 夏のガチンコ10番勝負〜
- パチンコ必勝ガイドPresentsマックス&ミニー（パチ・スロ サイトセブンTV）